# Tonbach (Hagebach)
Der Tonbach ist ein knapp 3,5 km langer, rechter Zufluss des Hagebachs zwischen den Orten Haynrode und Neustadt im nordthüringischen Landkreis Eichsfeld.

## Geographie
Der Tonbach entspringt im Ohmgebirge, zwischen dem Ohmberg und der Gemeinde Haynrode. Er fließt ab seiner Quelle überwiegend nach Osten, später nach Nordosten. Der Oberlauf des Gewässers fällt in niederschlagsarmen Jahreszeiten trocken. Der Tonbach überwindet auf knapp 3,5 km Fließstrecke gut 147 Höhenmeter, die entspricht einem Sohlgefälle von etwa 42 ‰. Etwa 450 m von der südlichen Bebauungsgrenze Neustadts mündet er in den Hagebach. Man kann ihn als rechten bzw. südlichen Quellarm des Hagebachs ansehen.

## Mühlen
Am kleinen Tonbach gab es mehrere Mühlen im Bereich der Wüstung Salmerode, von denen heute keine mehr in Betrieb ist:
- Untermühle
- Mittelmühle
- Obermühle[4]